# Hanna Dahm
Hanna Janina Dahm – polska mikrobiolog, profesor nauk biologicznych.

## Życiorys
W 1971 r. ukończyła studia biologiczne na Uniwersytecie Mikołaja Kopernika w Toruniu, w 1995 r. habilitowała się na podstawie pracy zatytułowanej Właściwości fizjologiczne i hodowlane grzyba Cylindrocarpon destructans, szczepów patogenicznych i niepatogenicznych dla drzew leśnych. W 2002 r. uzyskała tytuł profesora nauk biologicznych. 
Została pracownikiem naukowym na Uniwersytecie Mikołaja Kopernika w Toruniu i członkiem rady naukowej w Instytucie Dendrologii PAN.
Była zastępcą przewodniczącego Komitetu Mikrobiologii PAN i członkiem Komitetu Mikrobiologii Polskiej Akademii Nauk.